# Cerro Moreno
El Morro Moreno, es un cerro ubicado en la comuna de Antofagasta, Chile. Se encuentra inserto en la península de Mejillones, a 1.148 msnm
En sus faldeos se encuentra el Aeropuerto Nacional Andrés Sabella Gálvez, antes denominado con el nombre del cerro. Desde el 15 de abril de 2010, se encuentra dentro del denominado Parque nacional Morro Moreno.

## Hito fronterizo
Según historiadores chilenos, el morro Moreno constituía el límite norte de la Capitanía General de Chile, limitando directamente con Perú, no teniendo así acceso al mar la audiencia de Charcas. Los antecedentes históricos para afirmar esto son que el obispo fray Reginaldo de Lizárraga, en una Descripción y población de las Indias, escrita en 1605 para el conde de Lemus, presidente del Consejo de Indias, señaló el morro Moreno, en 23°31', como lindero entre Chile y el Perú. Por su parte, el cronista Santiago de Tesillo, en su Epítome Chileno, publicado en Lima en 1646, afirma que Chile "es costa de norte a sur continuada desde el Perú hasta el Estrecho de Magallanes, señalándose por término o por jurisdicción desde veinte grados... Ascendiendo por grados comienza lo habitable desde Copiapó".
Francisco de Riberos Figueroa, vecino de La Serena, hacia 1600, fue instituido encomendero de los indios existentes en la costa desde Copiapó hasta Morro Moreno por el 
norte. Su hijo Fernando de Aguirre Riberos solicitó y obtuvo en 1637 que se le concediera en segunda vida las encomiendas de su padre, "que son de los indios de Copiapó y su pueblo, la costa del mar hasta Morro Moreno". La misma merced le fue renovada sucesivamente a Fernando de Aguirre Cortés y en 1708 a Fernando de Aguirre Hurtado de Mendoza, nieto el uno y bisnieto el otro del primer beneficiario.